# Горлукович Сергій Вадимович
Сергій Вадимович Горлукович (рос. Серге́й Вади́мович Горлуко́вич, біл. Сяргей Вадзімавіч Гарлуковіч, нар. 18 листопада 1961, Боруни, Гродненська область, СРСР) — колишній радянський та російський футболіст білоруського походження, гравець збірних СРСР та Росії, олімпійський чемпіон 1988 року. Заслужений майстер спорту СРСР. Після завершення кар'єри гравця — тренер, очолює Тульську Академію футболу.

## Кар'єра футболіста

### Дитячий та юнацький період кар'єри
Народився Сергій Горлукович у Гродненській області, але ще у дитячому віці переїхав із батьками до Могилева, де і розпочав займатися футболом у місцевій ДЮСШ № 7. Батьки Сергія були проти його захоплення футболом, проте юний футболіст наполегливо продовжував займатися улюбленою грою, навіть після того, як більшість тренерів визнали його безперспективним. Оскільки після закінчення ДЮСШ команди другої ліги не висловили бажання взяти Горлуковича до свого складу, враховуючи тодішню так звану «рознарядку» — із випуску ДЮСШ лише двоє юних футболістів могли перейти до команд майстрів, в число яких Сергій Горлукович не потрапив.
Не потрапивши до команд майстрів, Сергій Горлукович поступив до Могильовського машинобудівного інституту, та продовжив займатися футболом у секції свого дитячого тренера. Пізніше, вже за рік навчання в інституті, по рекомендації свого тренера, Горлуковича включили до збірної БРСР на всесоюзний юнацький турнір «Переправа», де він грав у одній команді з Сергієм Алейніковим.

### «Гомсільмаш»
Розпочав виступи у дорослому футболі майбутній олімпійський чемпіон у могильовському «Торпедо», яке на той час грало у першості Білорусі серед колективів фізкультури. Хоча футболіст запрошувався на перегляд до місцевої команди майстрів «Дніпро», і навіть їздив з нею на передсезонні збори, він не підійшов тодішньому головному тренеру могильовського клубу Анатолію Байдачному. Проте під час юнацьких турнірів здібності Горлуковича помітили тренери гомельської команди майстрів «Гомсільмаш». Сергій Горлукович вирішив перейти до гомельського клубу, і навіть для продовження навчання перевівся із могилівського вишу до Гомельського політехнічного інституту. У своїй першій команді майстрів Горлукович швидко здобув довіру тренерів, грав на різних позиціях як у захисті, так і у півзахисті, а під керівництвом колишнього футболіста московського «Спартака» та збірної СРСР Миколи Кисельова грав навіть атакуючим півзахисником, забивши у сезоні 1984 року 16 м'ячів у ворота суперників.

### «Динамо» (Мінськ)
Після закінчення сезону 1984 року Горлукович одночасно закінчив навчання в політехнічному інституті, і був призваний до лав збройних сил, і спочатку проходив строкову службу в одній із частин внутрішніх військ, але пізніше був переведений для проходження служби у команду вищої союзної ліги — мінське «Динамо». Хоча футболіст був у мінському клубі гравцем основного складу, і саме там, з його слів, вперше розкрився саме як футбольний захисник, проте пропозиції по продовженню виступів за мінський клуб Горлуковичу не надходили, та й матеріальне забезпечення у мінському клубі на той час погіршилось, у результаті чого футболіст вирішив змінити клуб.

### «Локомотив» (Москва)
По рекомендації колишніх гравців мінського «Динамо» Кондратьєва і Шишкіна вибір Горлуковича припав на московський «Локомотив», який виступав на той час у першій союзній лізі, і який недавно прийняв Юрій Сьомін. Сергій Горлукович приїхав до тренера додому прямісінько з вокзалу, чим серйозно налякав Сьоміна, адже приїхав незнайомий йому білорус із короткою армійською стрижкою, чим нагадував недавно випущеного з ув'язнення кримінального елемента. Проте швидко тренер пересвідчився у правильності запрошення Горлуковича до московського клубу. Захисник з Білорусі швидко став основним гравцем «залізничників», відрізнявся жорсткою та непоступливою грою (що відзначали навіть колеги-захисники з інших клубів). «Локомотив» за рік після приходу Горлуковича після тривалого перебування у першій лізі в чемпіонаті 1987 року зайняв друге місце, та вийшов до вищої ліги, в якій у сезоні 1988 року зайняв відразу досить високе сьоме місце. На честь виходу клубу до вищого радянського дивізіону футболіст виконав свою давню мрію — придбав автомобіль «Волга», який не могли купити його батьки за часів радянської влади. Із початку 1988 року Сергія Горлуковича почали також регулярно запрошувати до складу спочатку олімпійської, а пізніше, після Олімпіади — і до першої збірної СРСР. Кілька разів Горлуковича запрошував до київського «Динамо» особисто Валерій Лобановський, який добре знав його можливості по матчах збірної, проте унаслідок неназваних причин футболіст відмовився від переходу до Києва.

### «Боруссія» (Дортмунд)
Після невдалого для «Локомотиву» сезону 1989 року Горлукович поставив перед керівництвом клубу вимогу про перехід у закордонний клуб, оскільки на той час більшість відомих радянських футболістів уже перейшли до різних закордонних клубів. Керівники «Локомотиву» домовились про перехід Горлуковича до клубу німецької Бундесліги — «Боруссії» з Дортмунда за 800 тисяч німецьких марок. Оскільки радянський футболіст вільно не володів німецькою мовою, клуб надав Горлуковичу вчителя німецької мови, який володів російською мовою, послуги якого у сумі 50 марок за урок футболіст мав оплачувати з власної кишені. Дізнавшись про це, Сергій Горлукович сказав цьому вчителю, щоб він написав усі основні футбольні терміни німецькою мовою, заплатив йому 50 марок за урок і відпустив, вирішивши вивчити ази німецької мови в найближчому пивному барі. За кілька місяців футболіст вже самостійно оволодів німецькою мовою.
У складі німецької команди Горлуковичу доводилось постійно виборювати місце в основі, адже на той час в Бундеслізі існував ліміт на легіонерів, і команда могла виставити на гру лише двох закордонних футболістів, і частенько тренери німецького клубу віддавали перевагу перед Горлуковичем більш дороговартісним іноземним нападникам команди — швейцарцю Стефану Шапюїзі, трансферна вартість якого складала 5 мільйонів марок, та данцю Флемінгу Поульсену, трансферна вартість якого складала 4 мільйони марок. Спочатку тренер дортмундців Кеппель узагалі не довіряв Горлуковичу місця в основному складі команди, проте постійні запрошення захисника до першої збірної СРСР переконали тренера більше довіряти радянському футболісту.
Із приходом тоді ще молодого Оттмара Гіцфельда для Горлуковича також мало що змінилось, йому постійно треба було виборювати місце в основному складі. Команда значно додала у грі, і втратила чемпіонство в Бундеслізі сезону 1991—1992 лише за 5 хвилин до закінчення останнього матчу, та зайняла друге місце в чемпіонаті.

### «Юрдінген»
Горлукович хоча й також отримав звання віце-чемпіона Німеччини, вирішив змінити клуб, щоб грати в основному складі. Вибір футболіста припав на іншу німецьку команду — «Баєр 05 Юрдінген», яка саме по закінченні цього сезону виборола місце у Бундеслізі.
Хоча після повернення до Бундесліги клуб із Крефельда у першому сезоні не зумів втриматись у вищому німецькому дивізіоні, проте наступного сезону не без допомоги Горлуковича відразу зумів повернутись до еліти німецького футболу, а за підсумками сезону 1994—1995 років зумів утриматись у Бундеслізі.
Після закінчення успішного для «Юрдінгена» сезону, Горлукович, хоча й залишався основним гравцем клубу, вирішив покинути Німеччину, та продовжити виступи за російські клуби. Причинами цього, як вказує сам колишній футболіст, став вік гравця, а також те, що після об'єднання Німеччини знизився загальний рівень життя, а також змінився і менталітет самих німців.

### «Спартак-Аланія»
У кінці 1995 року Сергій Горлукович стає гравцем владикавказького клубу «Спартак-Аланія», проте за команду зіграв лише 5 матчів у російській першості, та покинув клуб. Причинами цього стали як непорядність працівників клубу, так і невідповідність ігровій моделі клубу та розбіжності футболіста з головним тренером осетинського клубу Валерієм Газзаєвим. Щоправда, Сергій Горлукович у складі осетинського клубу отримав звання чемпіона Росії.
Після відходу з «Спартака-Аланії» футболіст деякий час був без клубу. Він вирішив запропонувати свої послуги Юрію Сьоміну, який продовжував тренувати московський «Локомотив». Сьомін не оцінював високо можливості вже вікового гравця, проте вирішив переглянути Горлуковича на передсезонних зборах. Клуб уже купив потенційному новачку квиток до Німеччини, куди вже раніше виїхав основний склад «залізничників». Проте на Горлуковича вийшли представники іншого московського клубу — «Спартака», який перед початком сезону на тривалий період у зв'язку із травмою втратив основного центрального захисника — Дмитра Хлестова. Футболіст вирішив прийняти пропозицію «Спартака», та відмовитись від контракту з «Локомотивом», про що заздалегідь повідомив Юрія Сьоміна.

### «Спартак» (Москва)
У тодішньому «Спартаку» грала переважно молодь, і вже віковий Горлукович виконував роль «дядька» при молодих та недосвідчених футболістах, навчав молодих гравців непоступливості і на тренуваннях, а також вчив молодих футболістів у роздягальні як міцним слівцем, так і, зі слів деяких футболістів та журналістів, фізичним впливом. У період, коли Горлукович грав у складі «Спартака», «червоно-білі» були непереможними на внутрішній арені. Разом із командою Сергій Горлукович тричі поспіль — у 1996, 1997 та 1998 роках ставав чемпіоном Росії, а у 1998 році став у складі «Спартака» і володарем Кубку Росії. У 1996 році саме Горлукович забив м'яч у останній грі чемпіонату з «Ростсільмашем» зі штрафного удару, яким зрівняв рахунок у матчі, що дозволило «Спартаку» набрати однакову кількість очок з владикавказькою «Аланією», та виграти у неї пізніше «золотий матч». За свідченнями як Горлуковича, так і журналістів, а також інших гравців «Спартака», Сергій Горлукович перед виконанням цього удару відігнав від м'яча штатних виконавців стандартних положень «червоно-білих» Андрія Тихонова та Валерія Кечинова, та влучно пробив по воротах, хоча до цього саме стандартні положення футболіст виконував зрідка. У 1998 році Горлукович став рідше потрапляти до основного складу команди, і сам вирішив покинути «Спартак», хоча його контракт був розрахований ще на рік.

### Нижчолігові російські клуби та завершення кар'єри у Вірменії
Вибір досвідченого футболіста припав на першоліговий московський клуб «Торпедо-ЗІЛ», який поставив собі за мету вийти до вищої російської ліги. Хоча Сергій Горлукович і відіграв усі 42 матчі в сезоні першої ліги, але московські «автозаводці »не зуміли вийти до вищого дивізіону, посівши лише 4 місце.
Після закінчення сезону Горлукович вирішив учергове змінити клуб. Причиною цього стало те, що московський клуб запропонував йому контракт із зменшенням зарплати, а також травма — надрив переднього м'язу стегна, якої футболіст зазнав у міжсезонні взимку 2000 року. Футболіст вирішив перейти до складу друголігової новосибірської команди «Чкаловець-Олімпік», куди його запросив колишній партнер по «Локомотиву» Юрій Гаврилов.
У 2001 році Сергій Горлукович грав у складі першолігової команди «Локомотив» з Нижнього Новгорода, а у 2002 році по запрошенню іншого колишнього партнера по московському «Локомотиву» Валерія Гладиліна виконував у кількох матчах функції граючого тренера у вірменському клубі «Міка» з Аштарака, після чого остаточно завершив кар'єру футболіста.

## Виступи за збірні

### Олімпійська збірна СРСР
Сергій Горлукович лише у 1988 році розпочав залучатися до олімпійської збірної СРСР, якою керував Анатолій Бишовець. Кістяк олімпійської збірної вже сформувався протягом відбіркових матчів 1986—1987 років, проте головний тренер вирішив спробувати в основному складі ще й Сергія Горлуковича у матчі проти збірної Болгарії у Сімферополі. Горлукович зіграв на позиції опорного півзахисника, а радянська збірна виграла, що й спонукало тренера і в подальшому залучати футболіста «Локомотива» до лав збірної.
На Олімпійських іграх у Сеулі Горлукович зіграв усі 6 матчів без замін на позиції останнього захисника (так званого «ліберо»), і протягом усього турніру допустив лише одну серйозну помилку, коли з-під нього у ворота Дмитра Харіна у матчі зі збірною Аргентини забив гол Альфаро Морено. Надійна гра Сергія Горлуковича дозволила без поразок пройти олімпійський турнір радянській збірній, та здобути перемогу в олімпійському футбольному турнірі. У фіналі в додатковий час після голу Юрія Савичева радянські футболісти обіграли збірну Бразилії. За перемогу на турнірі футболісти відразу ж після фіналу отримали звання «Заслужений майстер спорту» та по 12 тисяч радянських карбованців на ощадні книжки, а на руки отримали ще по 6 тисяч доларів. Пізніше футболіст був також нагороджений орденом «Знак Пошани». На батьківщині футболіста, у Білорусі, його успіхи залишились малопоміченими, і спортивні чиновники з радянської Білорусі мало цікавились життям футболіста.

### Збірна СРСР
Після завершення успішного для радянської збірної олімпійського турніру Сергій Горлукович отримав запрошення до першої збірної СРСР, у якій дебютував 19 жовтня 1988 року в матчі зі збірною Австрії. У складі радянської збірної за часів керівництва Валерія Лобановського був футболістом основного складу, і разом із командою успішно пройшов відбірковий цикл до чемпіонату світу 1990 року.
Проте на самому чемпіонаті справи в радянської збірної пішли не так успішно. Сергій Горлукович брав участь в невдалому для радянської збірної матчі з румунською збірною, коли дві помилки радянських футболістів у обороні вирішили долю зустрічі, та в матчі проти аргентинців, де долю матчу вирішили помилки суддів. Вже у третьому, переможному для радянської збірної, матчі з Камеруном, гра збірної значно покращилась, але у зв'язку із результатами попередніх матчів радянській збірній довелось достроково покинути турнір. Після чемпіонату світу радянська збірна деякий час відмовлялась виїжджати зі своєї тренувальної бази в італійському Чокко до того часу, поки футболістам не виплатять обіцяні преміальні гроші, їх підтримав і сам головний тренер Валерій Лобановський, який навіть обіцяв, що кошти будуть виплачені за рахунок київського «Динамо».
Після завершення чемпіонату світу 1990 року Горлукович ще деякий час викликався до збірної СРСР, але протягом кінця 1990 — початку 1991 року зіграв лише 3 зустрічі — зі збірною Норвегії у відбірковому турнірі до чемпіонату Європи, та у двох товариських матчах зі збірними Шотландії і Німеччини, і в подальшому новий головний тренер спочатку радянської збірної, а після розпаду СРСР ― збірної СНД Анатолій Бишовець не включив Горлуковича до складу збірної на Євро-1992.

### Збірна Росії
Після створення у нових незалежних державах власних національних збірних з футболу Сергія Горлуковича запрошували до складу збірної Білорусі, проте він відмовився від запрошення до білоруської збірної та вибрав виступи за збірну Росії, мотивуючи це тим, що за час виступів у московському клубі він став більше росіянином.
У російській збірній Горлукович дебютував у товариському матчі зі збірною Ізраїлю 24 березня 1993 року. Перед чемпіонатом світу 1994 року, на який збірна Росії отримала путівку, Горлуковича не відпустив на товариський матч його тодішній німецький клуб «Баєр 05 Юрдінген». Саме у цей час частина гравців збірної написала відкритого листа (відомого пізніше як «лист 14») до керівництва російського футболу із вимогою відсторонити від роботи зі збірною її головного тренера Павла Садиріна. Щоправда, керівники російського футболу не пішли на поступки бунтівникам, хоча й сам тренер був не проти помиритися з футболістами. Проте дана ситуація спричинила серйозний розкол у рядах збірної, що привело до невиходу збірної з групового турніру на чемпіонаті. Сам Горлукович за цією ситуацією спостерігав зі сторони, та вважав неправильними дії підписантів листа.
На самому чемпіонаті футболіст зіграв у двох програних росіянами матчах — із бразильцями та шведами (у цьому матчі Горлукович був вилучений з поля за два попередження), після яких збірна втратила усі шанси на вихід із групи. Після чемпіонату світу Горлукович ще зіграв у кількох офіційних та товариських матчах російської збірної, проте новий керівник головної російської збірної Олег Романцев вирішив включити Горлуковича до заявки збірної на чемпіонат Європи 1996 року.
На цьому турнірі футболіст зіграв лише в одному матчі — зі збірною Чехії, який закінчився нічиєю з рахунком 3-3. Хоча цей матч мало що вирішував на рівні збірних, частина футбольних спеціалістів вважала його договірним. Цей матч став для Сергія Горлуковича останнім у футболці російської збірної, і на той час він був самим віковим футболістом у складі збірної (34 роки та 8 місяців).
Всього у складі радянської олімпійської збірної Сергій Горлукович зіграв 9 матчів, у складі першої радянської збірної — 21 матч, та у складі збірної Росії — 17 матчів.

## Тренерська кар'єра
Після завершення виступів на футбольних полях Сергій Горлукович з листопада 2002 року нетривалий час працював у селекційному відділі свого колишнього клубу — московського «Спартака» — аж до розформування відділу згідно із розпорядженням тодішнього президента клубу.
У 2004 році колишній футболіст входив до тренерського штабу «Сатурна» із Раменського.
У 2006 році першим клубом, який очолив Горлукович як головний тренер, стала хабаровська «СКА-Енергія». У цьому клубі Сергій Горлукович пропрацював рік, та вивів далекосхідний клуб на рекордне за часів виступів у російських першостях п'яте місце в першій лізі. Проте у зв'язку із розбіжностями із керівниками клубу Горлукович покинув хабаровський клуб по закінченні сезону.
У 2007 році Сергій Горлукович очолив ще одну першолігову команду —курський «Авангард», проте у команди погіршився фінансовий стан, що стало однією з причин вильоту «курян» з першого дивізіону, і тренер команди також вирішив по закінченні сезону покинути клуб.
Далі Сергій Горлукович очолив команду «Витязь» із підмосковного Подольська, та у сезоні 2008 року зумів зберегти для неї місце в першому російському дивізіоні.
У 2010 році Горлукович вдруге очолив хабаровську «СКА-Енергію», проте й цього разу очолював клуб лише протягом одного сезону. У тому ж році Сергій Горлукович закінчив навчання на тренерських курсах та отримав ліцензію Pro.
У 2013 році Горлукович очолював іркутський друголіговий клуб «Байкал», а у 2014 році нетривалий час очолював інший друголіговий клуб — «Сочі». З 2015 колишній футболіст очолює Тульську Академію футболу.

## Факти
- У Могилеві — місті, в якому Сергій Горлукович розпочав свої заняття футболом — проводиться щорічний юнацький футбольний турнір на призи Сергія Горлуковича[38][2].
- За свідченнями очевидців, саме з вини Сергія Горлуковича не склалась кар'єра в московському «Спартаку» у талановитого російського нападника Анатолія Каніщева. Після того, як новий футболіст «Спартака» поселився в одній кімнаті на базі клубу разом із Горлуковичем, він після того не міг нормально відпочити та виспатись перед матчами. Вдень ветеран клубу увесь час пропонував Каніщеву зіграти в карти, а вночі включав на всю потужність телевізор та забороняв його виключати, а сам засинав та сильно хропів[9].
- Сергія Горлуковича вважають винним за передчасне завершення кар'єри у збірній нідерландського футболіста Марсела Пеепера, який важко травмувався після зіткнення із Горлуковичем у товариському матчі збірних СРСР та Нідерландів, та більше не грав у складі своєї національної збірної[39][40]. Сам Горлукович про цей випадок розповідає, що голландський футболіст сам завдавав удару по нозі Горлуковича, але удар видався невдалим, і голландець тому сам зазнав травми[6].
- Сергій Горлукович дуже любить довго паритись у лазні, і під час його виступів за московський «Спартак» більшість молодих футболістів команди не могли витримати такого тривалого перебування у лазні, яке їм демонстрував ветеран клубу[9][15].
- У лютому 2015 року в пресі з'явилось повідомлення, що Сергій Горлукович був затриманий правоохоронцями у Москві, коли посварився із водієм таксі у стані алкогольного сп'яніння. Зі слів поліцейських, під час затримання колишній футболіст та тренер опору не чинив, але при посадці у поліцейський автомобіль випадково ударом кулака при падінні зламав носа поліцейському. Після нетривалого дізнання Сергій Горлукович був відпущений додому[41][9].
- Під час виступів за «Баєр» був позбавлений водійських прав за водіння у нетверезому стані. Гравець сів за кермо після нічної вечірки з своїм одноклубником Андреасом Зассеном. Поліціянти виявили в крові росіянина 1,6 проміле алкоголю. У підсумку обох футболістів відправили на три місяці грати за дублюючий склад команди[42].
- Сергій Горлукович на посаді тренера відрізнявся емоційними фразами та одкровеннями, як про футболістів своїх та власних команд[10][6], так і інших тренерів та керівників клубів[43][44][45].

## Особисте життя
Сергій Горлукович одружений, із дружиною познайомився ще під час навчання в Могилівському політехнічному інституті. У подружжя є дочка, яка, щоправда, не займалась спортом на професійному рівні.

## Досягнення
- Олімпійський чемпіон: 1988
- Чемпіон Росії:

«Спартак-Аланія»: 1995
«Спартак» (Москва): 1996, 1997, 1998
- Володар Кубка Росії:

«Спартак» (Москва): 1998